# Union Dale
Union Dale és una població dels Estats Units a l'estat de Pennsilvània. Segons el cens del 2000 tenia 368 habitants.

## Demografia
Segons el cens del 2000, Union Dale tenia 368 habitants, 148 habitatges, i 104 famílies. La densitat de població era de 56,2 habitants/km².
Dels 148 habitatges en un 31,8% hi vivien nens de menys de 18 anys, en un 56,8% hi vivien parelles casades, en un 8,8% dones solteres, i en un 29,1% no eren unitats familiars. En el 27,7% dels habitatges hi vivien persones soles el 15,5% de les quals corresponia a persones de 65 anys o més que vivien soles. El nombre mitjà de persones vivint en cada habitatge era de 2,49 i el nombre mitjà de persones que vivien en cada família era de 3,01.
Per edats la població es repartia de la següent manera: un 26,9% tenia menys de 18 anys, un 9% entre 18 i 24, un 27,7% entre 25 i 44, un 20,4% de 45 a 60 i un 16% 65 anys o més.
L'edat mediana era de 36 anys. Per cada 100 dones de 18 o més anys hi havia 97,8 homes.
La renda mediana per habitatge era de 28.375$ i la renda mediana per família de 33.125$. Els homes tenien una renda mediana de 30.125$ mentre que les dones 15.500$. La renda per capita de la població era de 12.960$. Entorn del 15,3% de les famílies i el 17% de la població estaven per davall del llindar de pobresa.

## Poblacions més properes
El següent diagrama mostra les poblacions més properes.